# Liste des titres musicaux numéro un au Royaume-Uni en 1970
Cette page liste les titres classés no 1 des ventes de disques au Royaume-Uni pour l'année 1970 selon The Official Charts Company.
Les classements hebdomadaires sont issus des UK Singles Chart et UK Albums Chart.

## Classement des singles
| №  | Date         | Artiste                          | Titre                              | Référence |
| -- | ------------ | -------------------------------- | ---------------------------------- | --------- |
| 1  | 4 janvier    | Rolf Harris                      | Two Little Boys                    |           |
| 2  | 11 janvier   | Rolf Harris                      | Two Little Boys                    |           |
| 3  | 18 janvier   | Rolf Harris                      | Two Little Boys                    |           |
| 4  | 25 janvier   | Edison Lighthouse (en)           | Love Grows (When My Rosemary Goes) |           |
| 5  | 1er février  | Edison Lighthouse (en)           | Love Grows (When My Rosemary Goes) |           |
| 6  | 8 février    | Edison Lighthouse (en)           | Love Grows (When My Rosemary Goes) |           |
| 7  | 15 février   | Edison Lighthouse (en)           | Love Grows (When My Rosemary Goes) |           |
| 8  | 22 février   | Edison Lighthouse (en)           | Love Grows (When My Rosemary Goes) |           |
| 9  | 1er mars     | Lee Marvin                       | Wand'rin' Star                     |           |
| 10 | 8 mars       | Lee Marvin                       | Wand'rin' Star                     |           |
| 11 | 15 mars      | Lee Marvin                       | Wand'rin' Star                     |           |
| 12 | 22 mars      | Simon and Garfunkel              | Bridge over Troubled Water         |           |
| 13 | 29 mars      | Simon and Garfunkel              | Bridge over Troubled Water         |           |
| 14 | 5 avril      | Simon and Garfunkel              | Bridge over Troubled Water         |           |
| 15 | 12 avril     | Dana                             | All Kinds of Everything            |           |
| 16 | 19 avril     | Dana                             | All Kinds of Everything            |           |
| 17 | 26 avril     | Norman Greenbaum                 | Spirit in the Sky                  |           |
| 18 | 3 mai        | Norman Greenbaum                 | Spirit in the Sky                  |           |
| 19 | 10 mai       | England World Cup Squad          | Back Home                          |           |
| 20 | 17 mai       | England World Cup Squad          | Back Home                          |           |
| 21 | 24 mai       | England World Cup Squad          | Back Home                          |           |
| 22 | 31 mai       | Christie                         | Yellow River                       |           |
| 23 | 7 juin       | Mungo Jerry                      | In the Summertime                  |           |
| 24 | 14 juin      | Mungo Jerry                      | In the Summertime                  |           |
| 25 | 21 juin      | Mungo Jerry                      | In the Summertime                  |           |
| 26 | 28 juin      | Mungo Jerry                      | In the Summertime                  |           |
| 27 | 5 juillet    | Mungo Jerry                      | In the Summertime                  |           |
| 28 | 12 juillet   | Mungo Jerry                      | In the Summertime                  |           |
| 29 | 19 juillet   | Mungo Jerry                      | In the Summertime                  |           |
| 30 | 26 juillet   | Elvis Presley                    | The Wonder of You                  |           |
| 31 | 2 août       | Elvis Presley                    | The Wonder of You                  |           |
| 32 | 9 août       | Elvis Presley                    | The Wonder of You                  |           |
| 33 | 16 août      | Elvis Presley                    | The Wonder of You                  |           |
| 34 | 23 août      | Elvis Presley                    | The Wonder of You                  |           |
| 35 | 30 août      | Elvis Presley                    | The Wonder of You                  |           |
| 36 | 6 septembre  | Smokey Robinson and the Miracles | The Tears of a Clown               |           |
| 37 | 13 septembre | Freda Payne                      | Band of Gold                       |           |
| 38 | 20 septembre | Freda Payne                      | Band of Gold                       |           |
| 39 | 27 septembre | Freda Payne                      | Band of Gold                       |           |
| 40 | 4 octobre    | Freda Payne                      | Band of Gold                       |           |
| 41 | 11 octobre   | Freda Payne                      | Band of Gold                       |           |
| 42 | 18 octobre   | Freda Payne                      | Band of Gold                       |           |
| 43 | 25 octobre   | Matthews' Southern Comfort (en)  | Woodstock                          |           |
| 44 | 1er novembre | Matthews' Southern Comfort (en)  | Woodstock                          |           |
| 45 | 8 novembre   | Matthews' Southern Comfort (en)  | Woodstock                          |           |
| 46 | 15 novembre  | The Jimi Hendrix Experience      | Voodoo Child                       |           |
| 47 | 22 novembre  | Dave Edmunds                     | I Hear You Knocking                |           |
| 48 | 29 novembre  | Dave Edmunds                     | I Hear You Knocking                |           |
| 49 | 6 décembre   | Dave Edmunds                     | I Hear You Knocking                |           |
| 50 | 13 décembre  | Dave Edmunds                     | I Hear You Knocking                |           |
| 51 | 20 décembre  | Dave Edmunds                     | I Hear You Knocking                |           |
| 52 | 27 décembre  | Dave Edmunds                     | I Hear You Knocking                |           |

## Classement des albums
| №  | Date         | Artiste                      | Titre                        | Référence |
| -- | ------------ | ---------------------------- | ---------------------------- | --------- |
| 1  | 4 janvier    | The Beatles                  | Abbey Road                   |           |
| 2  | 11 janvier   | The Beatles                  | Abbey Road                   |           |
| 3  | 18 janvier   | The Beatles                  | Abbey Road                   |           |
| 4  | 25 janvier   | The Beatles                  | Abbey Road                   |           |
| 5  | 1er février  | Led Zeppelin                 | Led Zeppelin II              |           |
| 6  | 8 février    | Compilation                  | Motown Chartbusters Volume 3 |           |
| 7  | 15 février   | Simon and Garfunkel          | Bridge over Troubled Water   |           |
| 8  | 22 février   | Simon and Garfunkel          | Bridge over Troubled Water   |           |
| 9  | 1er mars     | Simon and Garfunkel          | Bridge over Troubled Water   |           |
| 10 | 8 mars       | Simon and Garfunkel          | Bridge over Troubled Water   |           |
| 11 | 15 mars      | Simon and Garfunkel          | Bridge over Troubled Water   |           |
| 12 | 22 mars      | Simon and Garfunkel          | Bridge over Troubled Water   |           |
| 13 | 29 mars      | Simon and Garfunkel          | Bridge over Troubled Water   |           |
| 14 | 5 avril      | Simon and Garfunkel          | Bridge over Troubled Water   |           |
| 15 | 12 avril     | Simon and Garfunkel          | Bridge over Troubled Water   |           |
| 16 | 19 avril     | Simon and Garfunkel          | Bridge over Troubled Water   |           |
| 17 | 26 avril     | Simon and Garfunkel          | Bridge over Troubled Water   |           |
| 18 | 3 mai        | Simon and Garfunkel          | Bridge over Troubled Water   |           |
| 19 | 10 mai       | Simon and Garfunkel          | Bridge over Troubled Water   |           |
| 20 | 17 mai       | The Beatles                  | Let It Be                    |           |
| 21 | 24 mai       | The Beatles                  | Let It Be                    |           |
| 22 | 31 mai       | The Beatles                  | Let It Be                    |           |
| 23 | 7 juin       | Simon and Garfunkel          | Bridge over Troubled Water   |           |
| 24 | 14 juin      | Simon and Garfunkel          | Bridge over Troubled Water   |           |
| 25 | 21 juin      | Simon and Garfunkel          | Bridge over Troubled Water   |           |
| 26 | 28 juin      | Simon and Garfunkel          | Bridge over Troubled Water   |           |
| 27 | 5 juillet    | Bob Dylan                    | Self Portrait                |           |
| 28 | 12 juillet   | Simon and Garfunkel          | Bridge over Troubled Water   |           |
| 29 | 19 juillet   | Simon and Garfunkel          | Bridge over Troubled Water   |           |
| 30 | 26 juillet   | Simon and Garfunkel          | Bridge over Troubled Water   |           |
| 31 | 2 août       | Simon and Garfunkel          | Bridge over Troubled Water   |           |
| 32 | 9 août       | Simon and Garfunkel          | Bridge over Troubled Water   |           |
| 33 | 16 août      | The Moody Blues              | A Question of Balance        |           |
| 34 | 23 août      | The Moody Blues              | A Question of Balance        |           |
| 35 | 30 août      | The Moody Blues              | A Question of Balance        |           |
| 36 | 6 septembre  | Creedence Clearwater Revival | Cosmo's Factory              |           |
| 37 | 13 septembre | The Rolling Stones           | Get Yer Ya-Ya's Out!         |           |
| 38 | 20 septembre | The Rolling Stones           | Get Yer Ya-Ya's Out!         |           |
| 39 | 27 septembre | Simon and Garfunkel          | Bridge over Troubled Water   |           |
| 40 | 4 octobre    | Black Sabbath                | Paranoid                     |           |
| 41 | 11 octobre   | Simon and Garfunkel          | Bridge over Troubled Water   |           |
| 42 | 18 octobre   | Pink Floyd                   | Atom Heart Mother            |           |
| 43 | 25 octobre   | Compilation                  | Motown Chartbusters Volume 4 |           |
| 44 | 1er novembre | Led Zeppelin                 | Led Zeppelin III             |           |
| 45 | 8 novembre   | Led Zeppelin                 | Led Zeppelin III             |           |
| 46 | 15 novembre  | Led Zeppelin                 | Led Zeppelin III             |           |
| 47 | 22 novembre  | Bob Dylan                    | New Morning                  |           |
| 48 | 29 novembre  | Andy Williams                | Andy Williams' Greatest Hits |           |
| 49 | 6 décembre   | Led Zeppelin                 | Led Zeppelin III             |           |
| 50 | 13 décembre  | Andy Williams                | Andy Williams' Greatest Hits |           |
| 51 | 20 décembre  | Andy Williams                | Andy Williams' Greatest Hits |           |
| 52 | 27 décembre  | Andy Williams                | Andy Williams' Greatest Hits |           |

## Meilleures ventes de l'année
| Singles | Albums |
| --- | --- |
| 1. Elvis Presley – The Wonder of You 2. Christie - Yellow River 3. Mungo Jerry – In the Summertime 4. Freda Payne - Band of Gold 5. Shirley Bassey - Something 6. Lee Marvin - Wand'rin' Star 7. Norman Greenbaum - Spirit in the Sky 8. Simon and Garfunkel - Bridge over Troubled Water 9. England World Cup Squad - Back Home 10. Free- All Right Now | 1. Simon and Garfunkel – Bridge over Troubled Water 2. Led Zeppelin - Led Zeppelin II 3. Divers artistes - Easy Rider (bande originale) 4. Divers artistes - Bande originale du film La Kermesse de l'Ouest (Paint Your Wagon) 5. Compilation - Motown Chartbusters Volume 3 6. The Beatles - Let It Be 7. The Beatles - Abbey Road 8. Deep Purple - Deep Purple in Rock 9. Paul McCartney - McCartney 10. Andy Williams - Andy Williams' Greatest Hits |